# Kabardinische Autonome Sozialistische Sowjetrepublik
Die Kabardinische Autonome Sozialistische Sowjetrepublik (kurz Kabardinische ASSR, russisch Кабардинская Автономная Советская Социалистическая Республика bzw. Кабардинская АССР, kabardinisch Къэбэрдей АССР) war der Name der Kabardino-Balkarischen ASSR nach der Deportation der Balkaren im Zweiten Weltkrieg, als nur noch Kabardiner übrig blieben. 

Lage im Südwesten Russlands

Die Kabardinische ASSR existierte von 1944 bis 1957. Es war eine autonome Republik innerhalb der Russischen Sozialistischen Föderativen Sowjetrepublik (RSFSR), einer Teilrepublik der UdSSR.  
Das administrative Zentrum war Naltschik. Die offiziellen Sprachen waren Kabardinisch und Russisch.
Aufgeteilt war die autonome sozialistische Sowjetrepublik in 15 Bezirke: Baksan, Zolskij, Kuba, Leskenskij, Maiskij, Nagornyj, Naltschik, Primalkinskij, Prochladnenskij, Sowjetskij, Terek, Urwanskij, Uroshajnenskij, Tschegem und Elbrusskij. 

## Geschichte
Die Kabardinische ASSR entstand am 8. April 1944 durch die Umbenennung der Kabardino-Balkarischen ASSR, wobei gleichzeitig die Balkaren der Kollaboration mit den Deutschen bezichtigt und von NKWD-Einheiten nach Zentralasien deportiert wurden. 
Anfang der 1950er Jahre umfasste die Kabardinische ASSR etwa eine Fläche von 12.000 Quadratkilometer und sie hatte rund 400.000 Einwohner.
Am 9. Januar 1957 wurde die Republik als Ergebnis der Rehabilitation der Balkaren in Kabardino-Balkarische Autonome Sozialistische Sowjetrepublik zurückbenannt.
Nach der Unabhängigkeit Russlands von der Sowjetunion wurde der Föderationsvertrag unterzeichnet, und das Gebiet wurde als Kabardino-Balkarien eine autonome Teilrepublik der Russischen Föderation.